# 김선일 (통역사)
김선일(金鮮一, 1970년 9월 13일 - 2004년 6월 22일)은 주 이라크 미군과 거래하는 업체인 주식회사 가나무역 소속으로 이라크 현지에서 근무하는 통역사였다.

## 생애
그는 성심외국어전문대학을 졸업해 전문학사 학위를 딴 뒤 대학 학력인정 각종학교였던 부산신학교를 졸업하고, 이후 한국외국어대학교에 편입하여 아랍어를 전공하여 2003년 2월 학사학위를 받았다. 그는 가나무역에 취직하여 2003년 6월 15일에 이라크로 갔다.
2004년 5월 30일, 이라크 수도 바그다드에서 서쪽으로 50킬로미터 떨어진 팔루자 부근에서 아부 무사브 알자르카위가 이끄는 이슬람교 계열 무장 단체인 유일신과 성전(현재의 이슬람 국가)의 인질로 납치되었다. 이 단체는 자이툰 부대 파병국인 대한민국 정부에게 이라크로의 추가 파병 중단 및 현재 주둔하는 한국군을 즉각 철수시키라고 협박하였고, 노무현 정부가 파병을 강행하자 6월 22일에 그를 참수하였다. 뒤에 버려진 시신은 미국군에게 발견되어 미군 수송기로 쿠웨이트로 이송되었고, 이후 한국으로 김 씨의 시신이 송환되었다.
김선일의 아버지와 누나 등 유가족 측근 4명은 대한민국을 상대로 손해배상 청구소송을 제기하였으나, 2007년 김선일의 피살 과정에서 국가의 과실 또는 불법 행위는 없었다는 원고 패소 판결이 내려졌다.

## 가족
- 아버지: 김종규(1935 ~ 2016년 12월)
- 어머니: 우금순(1941 ~ 1978년)
- 계모 : 신명자
- 누나 : 김향림, 김미정
- 매형 : 정창우, 진경주

## 같이 보기
- 탈레반 한국인 납치 사건